# Herľany
Herľany (in ungherese Ránkfüred o Herlány, in tedesco Herlein, Rank-Herlein o Bad Rank) è un comune della Slovacchia facente parte del distretto di Košice-okolie, nella regione di Košice. È famoso per il suo geyser, che periodicamente emette getti alti 7 – 15 m. 

## Il geyser
Il geyser è attivo ininterrottamente dal 1872. Dal 1957 al 2006 è stato l'unico geyser freddo dell'Europa continentale, ma dal 2006 è attivo anche il geyser di Andernach in Germania. Altri geyser di questo tipo si trovano in Islanda. Dal 2002 il geyser è stato candidato come patrimonio mondiale dell'umanità.
Le eruzioni del geyser liberano anidride carbonica, che fuoriesce dal terreno lungo le faglie. Il geyser emette getti alti 7 – 15 m ogni 32-40 ore e la durata di un'eruzione è di circa 25 minuti. La temperatura dell'acqua è di 14 - 18 °C e l'acqua è molto mineralizzata. La portata è di circa 25 - 30 litri al secondo.

## Posizione geografica
Herľany si trova a 28 km a nord-est di Košice sulle colline di Slanec.

## Storia
Il primo documento scritto che menziona Herľany risale al 1487, e presenta Haryan come parte dei possedimenti della nobiltà di Svinica. Sulla base di antichi documenti si ritiene che il villaggio fu fondato tra il 1431 e il 1487. Nel 1384 e nel 1397 Herľany non era ancora menzionata fra i possedimenti della nobiltà di Svinica, che comprendevano i villaggi di Žírovce e Rankovce.
Nel 1601 Herľany apparteneva alla nobiltà di Trebišov. Già nel XVII secolo era rinomato come località termale, con visitatori da Košíce e dallo Zemplín. A cavallo tra il XVII e il XVIII secolo il villaggio visse un periodo di decadenza e gli abitanti si trasferirono nei villaggi vicini. Nei documenti del 1715 e del 1720 di Herľany non viene fatta menzione. Non si trova neppure nel registro delle chiese e dei parroci del 1746, né nel registro dei paesi del 1773. Ciò nonostante alcuni testi scrivono che nel XVIII secolo Herľany era una località termale molto rinomata, visitata anche da stranieri. Nel 1808 un documento attesta la presenza delle terme. 
Nel 1851 Fényes cita Herľany come villaggio tedesco, in conseguenza dell'insediamento di tedeschi che era avvenuto sotto il regno di Giuseppe II.